# Nhà thờ Thánh Nicholas ở Lichnov
Nhà thờ Thánh Nicholas ở Lichnov (tiếng Séc: Kostel svatého Mikuláše v Lichnově) là một nhà thờ Công giáo La Mã được xây dựng theo phong cách kiến trúc Baroque vào thế kỷ 18. Nhà thờ thuộc giáo phận Ostrava-Opava, tọa lạc ở làng Lichnov, huyện Bruntál, vùng Moravskoslezský, Cộng hòa Séc. Thánh đường này có tên trong danh sách các di tích văn hóa cấp quốc gia.

## Lịch sử
Ngôi làng Lichnov được nhắc đến lần đầu tiên qua các văn bản lịch sử vào năm 1340. Năm 1733, nhà thờ gạch lấy danh xưng Thánh Nicholas được xây dựng trên một địa điểm trước đó từng tồn tại một nhà nguyện bằng gỗ. Người đảm nhiệm việc xây dựng nhà thờ là Georg Friedrich Gans (1697–1763). Ông là một bậc thầy xây dựng nổi tiếng đến từ thị trấn Krnov, chuyên phụ trách nhà phố và các công trình tôn giáo.

## Kiến trúc
- Ngoại thất: Nhà thờ Thánh Nicholas ở Lichnov được xây dựng theo phong cách kiến trúc Baroque. Mặt tiền nhà thờ nổi bật với hình ảnh cây thánh giá. Phần thân chính của cây thánh giá chính là tòa tháp chuông. Trên tháp còn có một mặt đồng hồ (được thay mới vào năm 1886).[3]
- Nội thất: Bên trong nhà thờ có tổng cộng bốn bàn thờ. Bàn thờ chính được trang trí bằng hình ảnh của Thánh Nicholas.[3]